# Maxhütte-Haidhof
Maxhütte-Haidhof – miasto w Niemczech, w kraju związkowym Bawaria, w rejencji Górny Palatynat, w regionie Oberpfalz-Nord, w powiecie Schwandorf. Leży około 15 km na południe od Schwandorfu, przy autostradzie A93 i linii kolejowej Pasawa - Drezno.
W skład miasta wchodzą następujące dzielnice: Maxhütte-Haidhof, Pirkensee, Ponholz, Ponholzer Forst.
W mieście jest stacja kolejowa Maxhütte-Haidhof.

## Demografia
| Rok  | Liczba mieszk. |
| 1970 | 9 855          |
| 1987 | 8 893          |
| 2000 | 10 136         |